# 1982 Cline
1982 Cline là một tiểu hành tinh vành đai chính được phát hiện ngày 4 tháng 11 năm 1975 bởi Eleanor Helin. 1982 Cline được đặt tên theo Edwin Lee Cline, một người bạn của Helin.